# Ösztrán
Az ösztrán egy szteroidszármazék. Az ösztrének olyan ösztránszármazékok, amelyek kettős kötést tartalmaznak, ilyen például a nandrolon.

## Fordítás
Ez a szócikk részben vagy egészben  az   Estrane című angol Wikipédia-szócikk ezen változatának fordításán alapul.  Az eredeti cikk szerkesztőit annak laptörténete sorolja fel. Ez a jelzés csupán a megfogalmazás eredetét és a szerzői jogokat jelzi, nem szolgál a cikkben szereplő információk forrásmegjelöléseként.